# 덴엔
덴엔(일본어: 天延)은 일본의 연호 중 하나이다.
- 전후 : 덴로쿠(天禄) 이후 - 조겐(貞元) 이전.
- 시기 : 973년 ~ 975년
- 천황 : 엔유 천황

## 개원
- 덴로쿠 4년 12월 20일(율리우스력 974년 1월 16일)에 개원하여.
- 덴엔 4년 7월 13일(율리우스력 976년 8월 11일) 조겐으로 개원되었다.

## 서력과의 대조표
| 덴엔        | 원년       | 2년        | 3년        | 4년        |
| ----------- | ---------- | ---------- | ---------- | ---------- |
| 서기 (西紀) | 973년      | 974년      | 975년      | 976년      |
| 간지 (干支) | 계유(癸酉) | 갑술(甲戌) | 을해(乙亥) | 병자(丙子) |

## 같이 보기
- 일본의 연호 일람

| 이전 덴로쿠 | 일본의 연호 973년 ~ 975년 | 다음 조겐 |